# Базылев, Сергей Викторович
Сергей Викторович Базылев (укр. Сергій Вікторович Базилєв; род. 30 июня 1982) — украинский гребец. Мастер спорта Украины международного класса. Выступал за Центральный спортивный клуб (Вооружённые силы Украины). Имеет звание старшины. На соревнованиях представлял Херсонскую область.

## Биография
Учился в Херсонском государственном университете. Начал международную спортивную карьеру с участия в юношеских чемпионатах мира: в 1999 году в Пловдиве и в 2000 году в Загребе. Выступал на международной гребной регате в Познани (2004).
Дебютировал на взрослом чемпионате мира по академической гребле в 2009 году на Мальте. В том же году в составе восьмёрки завоевал серебряную медаль на чемпионате Европы в Бресте.
В 2010 году выступал на этапах Кубка мира в Словении и Германии.
На чемпионатах Украины по академической гребле имеет следующие результаты: в 2011 году — серебро в распашной четвёрке и бронзу в восьмёрке с рулевым (Днепропетровск); в 2013 — второе место в восьмёрке и третье в распашной четвёрке без рулевого (Днепропетровск); в 2015 — бронза в восьмёрке с рулевым (Киев); в 2017 — золото в восьмёрке и серебро в парной четвёрке (Днепр).
В дальнейшем представлял Украину на чемпионате мира 2012 года в Пловдиве и чемпионате Европы 2014 года в Белграде.
После завершения карьеры спортсмена стал судьёй. Входит в состав судейской коллегии города Херсона по академической гребле.